# Эванс, Линдон
Лин Эванс (англ. Lyn Evans, при рождении Линдон Эванс (Lyndon Evans), род. 1945, Абердэр, Уэльс, Великобритания) — британский учёный, руководитель проекта «Большой адронный коллайдер».
Член Лондонского королевского общества (2010).
Лин Эванс закончил в 1969 году Университет в Суонси. Он поступал туда, чтобы изучить химию, однако на 2-м курсе решил переключиться на изучение физики. По окончании университета Лин Эванс прошёл стажировку в CERNе (Швейцария), а впоследствии стал там научным сотрудником. С 1994 года был вовлечён в работу над проектом, впоследствии ставшим известным как «Большой адронный коллайдер». За его руководящую роль в этом проекте пресса прозвала его «Атомный Эванс».
В 2002 году Лин Эванс был избран почётным членом Университета Суонси.